# Thomas Gates (personaggio)
Thomas Gates è uno dei personaggi della serie televisiva statunitense Jarod il camaleonte (The Pretender in originale), interpretato da Jason Brooks. È il fidanzato di Miss Parker e compare solamente nella terza stagione.

## Personaggio

### Aspetto
Thomas Gates è un uomo alto ed affascinante, dal fisico scolpito ed i capelli castani. Il personaggio è spesso caratterizzato da un sincero sorriso sul volto e tale particolarità è in un certo senso opposta a quella di Miss Parker che appare come una donna fredda e dura.
Per lo più Thomas indossa pantaloni sgualciti, scarponi e t-shirt aderenti sopra le quali sfoggia camicie a scacchi o di vari colori lasciate rigorosamente aperte, o alla meglio giacche chiare; tuttavia in alcune occasioni lo si è visto indossare maglioni o camicie chiare. Molto frequente, inoltre, appare a torso nudo.

### Personalità
Thomas sarà disposto ad aiutare Miss Parker in numerose occasioni, come ad esempio sabotare il matrimonio di Mr. Parker e Brigitte che si concluderà però con fallimento.

## Biografia del personaggio

### Antefatti
Non si conosce molto sul passato di Thomas. Nasce il 5 luglio 1962 e i suoi genitori morirono quando lui aveva vent'anni e frequentava l'università.

### Nella serie
Thomas è un carpentiere e incontra Miss Parker ad un distributore di benzina per caso. Thomas si innamora subito della donna, ma quest'ultima non può permettersi di cominciare una relazione con qualcun altro. Infatti Mr. Parker teme che Thomas Gates possa compromettere la sicurezza della figlia e del Centro. Tuttavia, nonostante l'opposizione di Mr. Parker, Thomas e Miss Parker incominciano una relazione.
In seguito, Thomas è costretto a trasferirsi nell'Oregon e tenta di convincere Miss Parker a seguirlo, nonostante l'iniziale disapprovazione della donna. Mr. Parker, per prevenire che la figlia decida di seguire Thomas Gates, incontra l'uomo offrendogli un assegno in bianco per partire senza la figlia, ma l'uomo puntualmente rifiuta.
Miss Parker, alla fine, decide di seguire Thomas, ma prima della partenza l'uomo viene ucciso dal Centro nella persona di Brigitte come si scoprirà successivamente nella quarta stagione.